# Vas Gereben
Vas Gereben (született Radákovits József, Fürged, 1823. április 7. – Bécs, 1868. január 26.) magyar ügyvéd és hírlapíró, a szabadságharc utáni években Jókai után a legnépszerűbb elbeszélők egyike. Írói álneve: Harapófogó Dániel.

## Élete
Eredeti neve Radankovics (Radákovits) József. Apja Radankovics Mihály, aki herceg Batthyány Fülöp enyingi uradalmában előbb huszár, majd ispán volt. Anyja Fitos Júlia. Iskoláit az 1. humanista osztályig, 1832 és 1837 között Veszprémben, a piarista gimnáziumban végezte, majd onnan az utolsó gimnáziumi osztályra Pécsre ment a ciszterciek gimnáziumába, hogy anyja kívánságára pap legyen; de erre nem került a sor, mert „dévaj társaságba keveredvén”, 1840. február 26-án kizárták. Apja ekkor a gazdasági pályára adta, és gyakornokoskodott is pár évig; de mivel tiszttartóját versben és prózában csúfolta, 1842. április 1-jén meg kellett válnia az uradalmi szolgálattól, sőt apját is nyugdíjazták, akinek nagy kárt is okozott költekezéseivel.
Jogásznak akart menni Győrbe, de arra az évre már elkésett. Ekkor Pápára ment, ahol írnokoskodott és csekély díjért zsidó fiúkat tanított; bejárt a főiskolára is mint benevolus auditor. Egy évi nyomorgás után, megismerkedve egy Radákovits Bódog nevű gazdasági gyakornokkal, annak a bizonyítványait megszerezve, beiratkozott Győrben jogásznak, és 1842/1843–1843/1844. tanévekben el is végezte a jogot. Részt vett az ifjúság társadalmi szereplésében.
Golub Vilmos barátjával önképző társaságot alapított és Két garasos Tár című lapot adott ki, amely csípős tréfáiért nagy ismertségre tett szert. Erős élceiért és tréfáiért itt kapta a Vas Gereben nevet, melyet aztán kizárólagosan használt.
Dr. Kovács Pál buzdítása különösen nagy befolyással volt későbbi írói pályájára; feltűnést keltett az Életképekben Darázsfészek című humorisztikus vázlata (1844) és a Honderűben megjelent ünnepély leírása – egyszerre olvasott, népszerű író lett.
Jogi tanulmányai végeztével hazautazott Egerszegre, ahol apja időközben kasznári állást kapott. Ezután joggyakornok lett Esterházy herceg főügyészénél, Sopronban. 1846-ban jurátus volt Pesten. Már ekkor a pesti lapokba is írt, és elment Pozsonyba, az országgyűlésre. Az év végén Vahot Imre meghívta a Pesti Divatlaphoz; e lapba és az Életképekbe novellákat és szatirikus karcolatokat írt, a Jelenkorba újdonságokat; népies lírája s eredeti ötletei népszerűvé tették, de kissé el is kapatták.
1847-ben ügyvédi vizsgát tett, oklevelében Radákovits névvel szerepel. Ez év végén Győrbe ment, és ott folytatott ügyvédi gyakorlatot. 1848-ban a Népbarát c. népies lap szerkesztésével bízta meg a kormány. (Vasnak a kormány sokszor titkos politikai megbízatásokat is adott.) Még abban az évben megnősült, miután Győr legszebbnek mondott lányát hódította meg. Nemsokára megszületett első gyermekük is.

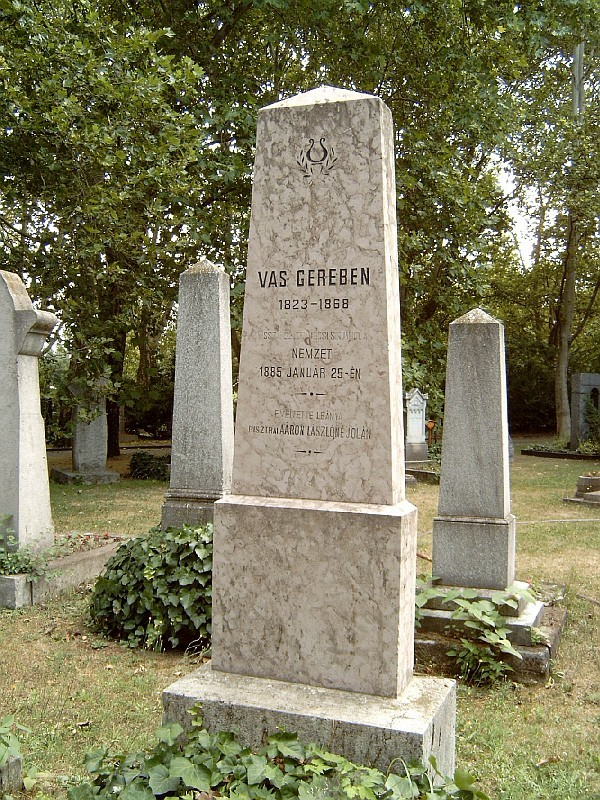
Sírja a Kerepesi temetőben

Világos után a Dunántúlon bujdosott tíz hónapig, majd jelentkezett Pesten, feladta magát. Később kiszabadult ugyan, de az ügyvédi pályától eltiltották. Ekkor választotta végleges életpályául az irodalmat. Sok szatirikus jellemrajzot, népies életképet, anekdotát írt az akkori lapokba, folyóiratokba és évkönyvekbe. Jókai után a legnépszerűbb elbeszélők közé tartozott.
Hogy zilált anyagi helyzetén javítson, 1854-ban egy népies folyóiratot indított Falusi Esték címmel, ez azonban a 6. füzettel megszűnt. Általában korrajzaival ért el legtöbb kiadást. Számos képes naptárt is szerkesztett. E műveiből szép jövedelme volt, mindazonáltal folytonos anyagi zavarokkal küzdött. Az 1860-as években népszerűsége hanyatlott. A régi siker emlékével 1861-ben még egyszer megindította a Népbarát című folyóiratot, mely 1867-ig tengődött.
Több bécsi lapnak is levelezője volt. Egy-két szerencsétlen vállalkozása és életviszonyainak kuszáltsága tönkretette jó hírét. Rendezetlen életet élt, néha hetekig vándorolt plébániáról plébániára az ország valamely zugában. Sokszor belevetette magát a munkába, hogy családját anyagilag támogassa; munkái krónikaszerűségének és szaggatottságának ez áll a hátterében.
1868 elején Bécsbe utazott, hogy a delegációk tárgyalásairól tudósításokat küldjön a pesti lapoknak. Ott egy gyógyszertárba betérve, hogy szokása szerint pezsgőport igyon, hirtelen összerogyott és meghalt. A bécsi Concordia írói egyesület, amelynek tagja volt, temettette el a währingi temetőben, Bécs mellett. 1885. január 25-én lánya a Kerepesi temetőben helyeztette örök nyugalomra.

## Munkássága
Szerkesztette a Nép Barátja című hetilapot – szerkesztőtárs Arany János; A Falu Könyvét 1851, Vas Gereben Nagy Naptára 1854-re; Vas Gereben Kis Képes Naptára 1854–56. évekre; Falusi Esték, 1853–54; Tárcza Naptár 1856-ra; a Peleskei Nótárius című mulattató hetilap, 1858; Két garasos Újság (mint a Peleskei Nótárius folytatása, 1858), Képes Újság 1859–1861; a Népbarát című politikai és szépirodalmi hetilap 1861–1867; a Vén harangozó Naptára 1865–1866.

## Művei

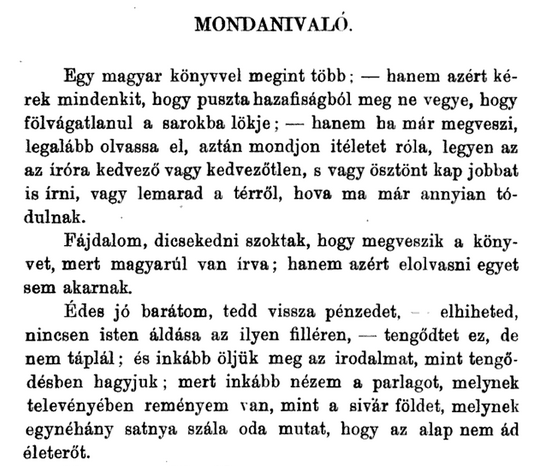
A Nagy idők, nagy emberek c. műve bevezetésének kezdete (1856)

- Irodalmi deres (írta Harapófogó Dániel. Ebben az esztendőben, Kecskemét, 1847)
- Életképek és darázsfészek; Emich, Pest, 1847
- Öreg ABC vén emberek számára; szerk. Vas Gereben; s. n., Győr, 1848 (március és április)[7]
- Parlagi képek, 1–2.; Kozma Ny., Pest, 1851
- Tormagyökerek; Emich Ny., Pest, 1855
- A régi jó idők. Regény; Emich, Pest, 1855 MEK
- Nevessünk! Eredeti adomák gyűjteménye a magyar életből; Heckenast, Pest, 1855
- No még egyet nevessünk. Eredeti adomák a magyar népéletből. 2. füz.; Kilián, Pest, 1856
- Nagy idők, nagy emberek. Magyar korrajz, 1–3.; Sommer Ny., Bécs, 1856 MEK
- Ne búsulj. Beszélygyűjtemény, 1–2.; kiad. Számvald Gyula; Emich Ny., Pest, 1856
- Régi képek. Jellemvonások nevezetesebb férfiaink életéből; Gyurián Ny., Pest, 1856 REAL–EOD
- A nemzet napszámosai. Magyar korrajz; Emich Ny., Pest, 1857 MEK
- Egy alispán. Magyar korrajz, 1–3.; Ráth, Pest, 1858 MEK
- A múltak emlékei, 1–2.; Ráth, Pest, 1859
- A pörös atyafiak. Regény, 1–2.; Pfeifer, Pest, 1860 MEK
- Életúnt ember. Regény, 1–2.; Beimel, Pest, 1862 MEK
- Tekintetes urak. Regény, 1–2.; Hartleben, Pest, 1864 (Magyar eredeti regénytár) MEK
- Községi tanácsadó, községi előljárók, jegyzők és ügyködők számára; szerk. Vas Gereben; Tratter-Károlyi Ny., Pest, 1864
- Dixi. Korrajz; Trattner–Károlyi Ny., Pest, 1864
- Garasos arisztokraczia, Regény, 1–2.; Hartleben, Pest, 1865 (Magyar eredeti regénytár) MEK
- Jurátusélet. Korrajz, 1–3.; Hartleben, Pest, 1866 (Magyar eredeti regénytár) MEK
- Krónika a mostani országgyűlésről; Kocsi Ny., Pest, 1867
- II. József császár kora Magyarországban, 1–3.; Emich Ny., Pest, 1867
  - Még életében megjelent a Vas Gereben munkái[8] (1864–1865)
- A badacsonyi szüret 1795; Tolnai, Bp., 1927 (Tolnai regénytára)
- A jegyző lánya; Atelier, Bp., 1940
- Vas Gereben elbeszélései; sajtó alá rend., előszó Éber János; Magyar Népművelők Társasága, Bp., 1941 (Magyar klasszikusok)
- Ki ád többet érte? Falusi életkép; Vas Gereben elbeszéléséből színre írta Gyenis János; Bagó Ny., Dombóvár, 1941
- Pénz és szerelem; Atelier, Bp., 1943
- Ne búsulj! Vas Gereben tréfagyűjteményéből; Globus Ny., Bp., 1943 (Csillagos regény)
- Áruló arany; Palatinus, Bp., 1943 (Palatinus kisregénysorozat)
- Három asszony. Kisregény; Soóky, Bp., 1943
- Egy falu, két bakter; Siményi, Bp., 1943
- Festményen szerzett feleség. Regény; Globus Ny., Bp., 1943 (Vasárnapi regénytár)
- Földosztás. Ad az Isten, csak kérni kell tőle... Kisregény; Bihari Nagy, Bp., 1944
- Nősülni köteles; Tibor, Bp., 1944
- Az ügyvéd; Mátyás, Bp., 1944
- Nagy idők, nagy emberek; szöveggond., utószó Egyed Ilona; Unikornis, Bp., 2001 (A magyar próza klasszikusai)

## Emlékezete
- 1904. június 19-én emléktáblát avattak föl Fürgeden azon a házon, amelyben született.
- Budapest XII., XVIII., XIX., XX. és XXI. kerületében, Győrben, Zalaegerszegen, Pécsett, Veszprémben, Sopronban és Nádudvaron utca viseli a nevét. Enyingen a Művelődési Ház és Könyvtár, valamint utca van róla elnevezve.